# Velká Muksalma
Velká Muksalma (rusky Большая Муксалма) je se svými 17 km² třetím největším ze skupiny Soloveckých ostrovů v Bílém moři. V minulosti se zde choval dobytek pro Solovecký klášter. V současnosti je zde jediným trvale osídleným místem poustevna sv. Sergeje. Se Soloveckým ostrovem a ostrovem Malá Muksalma je propojen kamennými hrázemi.

## Historie
První lidé na Velké Muksalmě žili prokazatelně již před naším letopočtem. Archeologické vykopávky přinesly nálezy keramiky z přelomu 5. a 4. tis. př. n. l., pískovcové podložky na krájení z 3. tis. př. n. l. či bronzových dekorativních předmětů z 6. - 8. stol. n. l.
Mniši začali ostrov využívat v 16. století v souvislosti se zákazem chovat na hlavním Soloveckém ostrově rodící zvířata. To prakticky znamenalo, že hospodářská zvířata na Soloveckém ostrově mohla být pouze mužského pohlaví. Proto byly na Velké Muksalmě zbudovány v polovině 16. století chlévy a stáje, aby zde byl dobytek rozmnožován a aby mohl být klášter zásobován mlékem. Tehdy byly také na ostrově vymýceny lesy a zřízeny rozsáhlé louky a pastviny. K velkému rozmachu chovatelství dobytka na Velké Muksalmě došlo na počátku 20. století, kdy byly provedeny rozsáhlé meliorační práce (vznikl systém kanálů) a vysušené bažiny a mokřady byly přeměněny na pastviny.
Roku 1829 sem byl přenesen starý dřevěný chrám, který byl následně zasvěcen svatému Blažeji, v pravoslaví považovanému za ochránce dobytka. V letech 1859-1866 vznikla z místních valounů kamenná hráz, umožňující i v krajně nepříznivém počasí hnát dobytek na Solovecký ostrov. Roku 1900 potom oficiálně vznikla poustevna, zasvěcená sv. Sergeji Radoněžskému (viz poustevna sv. Sergeje).
Zemědělská výroba zde pokračovala i v období Soloveckého tábora zvláštního určení, během druhé světové války zde byla zřízena přistávací dráha. Od 60. let byl ostrov opuštěn.
Stálí obyvatelé, poustevníci, se vrátili do poustevny sv. Sergeje až roku 2003. Od roku 2010 probíhají práce na obnově některých objektů poustevny.

## Povrch
Velká Muksalma je třetí největší ostrov Soloveckého souostroví. Jeho délka činí 6,2 km a šířka 3,7 km. Povrch je nerovný, místy bažinatý, půda písčito-kamenitá. Jezera se zde nevyskytují, stejně jako vysoké kopce. Pouze v jihovýchodní části jsou dva vrchy, z nichž nejvyšší je nazván podle biblické hory Tábor. Husté lesy jako na Soloveckém či Anzerském ostrově se zde nevyskytují. Velkou část ostrova představují louky poskytující velmi kvalitní píci, lesní porosty jsou nízké a nepříliš husté.

## Hráze

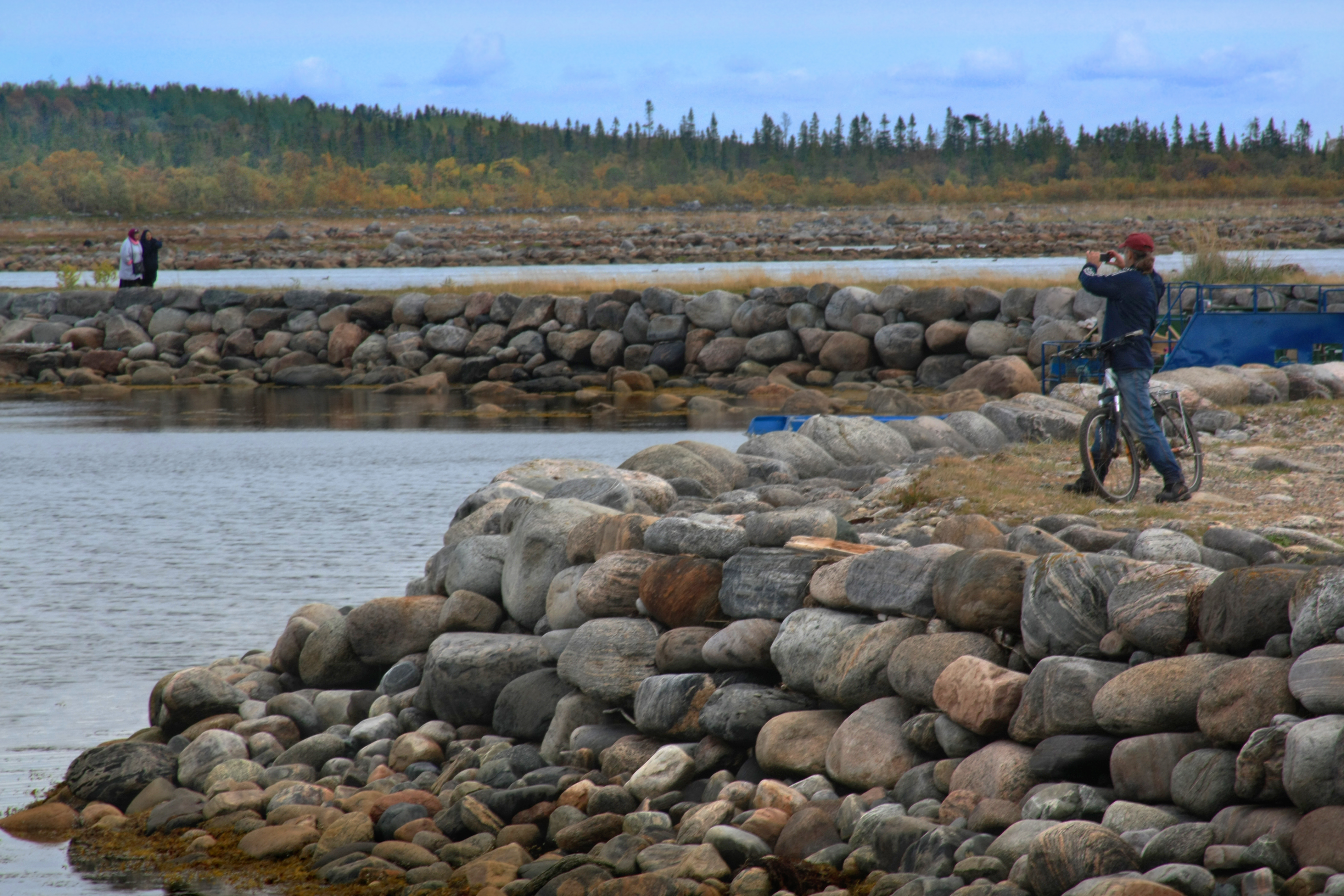
Velká hráz

Symbolem ostrova Velká Muksalma jsou dvě mohutné kamenné hráze z 19. století, které jej spojují s ostrovy Soloveckým a Malou Muksalmou. Obě dvě byly zhotoveny kladením kamenů nasucho, tzn. bez použití spojovacího materiálu. Díky jejich výstavbě mohl být dobytek hnán z bahnitého ostrova Malá Muksalma na žírné pastviny Velké Muksalmy a odtud na Solovecký ostrov, kde sídlí klášter. Spojení nezávislé na lodní dopravě bylo výhodné kvůli neklidnému Bílému moři, které často znemožňovalo dopravu skotu ke klášterním řezníkům.

### Malá hráz
Spojuje ostrovy Velká a Malá Muksalma. Je starší, zbudována byla již v roce 1828, neboť ostrov Malá Muksalma neposkytoval pro chovaný dobytek dostatečné množství píce., bylo jej tak nutné hnát na pastviny Velké Muksalmy. Dlouhá je přes 300 m a široká asi 4 m. Dnes je již značně poškozena, přejít po ní suchou nohou je tak možno pouze v době odlivu.

### Velká hráz
Umožňuje překonat průliv Železná brána mezi ostrovy Solovecký a Velká Muksalma. Tento průliv je pro lodě velmi nebezpečný kvůli silným proudům a kamenitým břehům. S výstavbou se proto začalo již roku 1827, současnou podobu však získala až v roce 1865. Hlavní práce byly provedeny po dobu působnosti představeného Porfirije (1859-1865), na stavbě pracovali mniši, dobrovolníci a asi 400 najatých dělníků. Práce vedl mnich Feoktist, někdejší sedlák z Vologodské gubernie.
Jedná se o vskutku monumentální dílo - délka činí 1200 m, výška průměrně 4 m, v základech je široká 7-8 m, na vrcholu 5-6 m. Takovéto rozměry umožňovaly pohodlně hnát přes hráz celá stáda. Při stavbě byly použity velké valouny, prosypávané pískem. Prochází těmi nejmělčími místy průlivu (průměrná hloubka 2,7 m), je proto pětkrát zahnutá. Tyto záhyby také zároveň zvyšují odolnost hráze proti pohybujícímu se ledu. Přibližně uprostřed jsou tři obloukové propustě, které umožňují proudění mořské vody přes hráz, aniž by ji poškodilo.

## Galerie

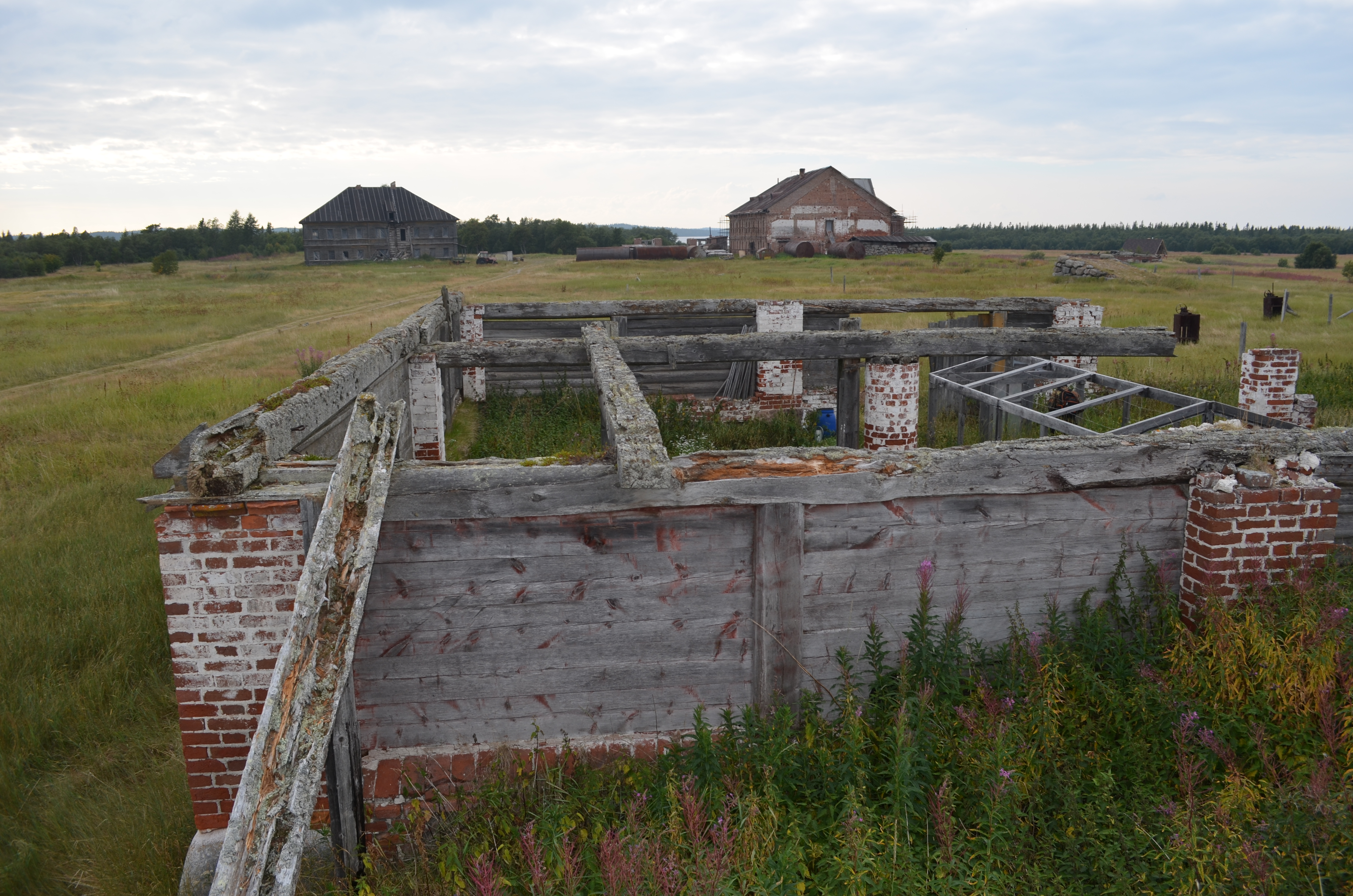
Ruiny někdejších hospodářských staveb
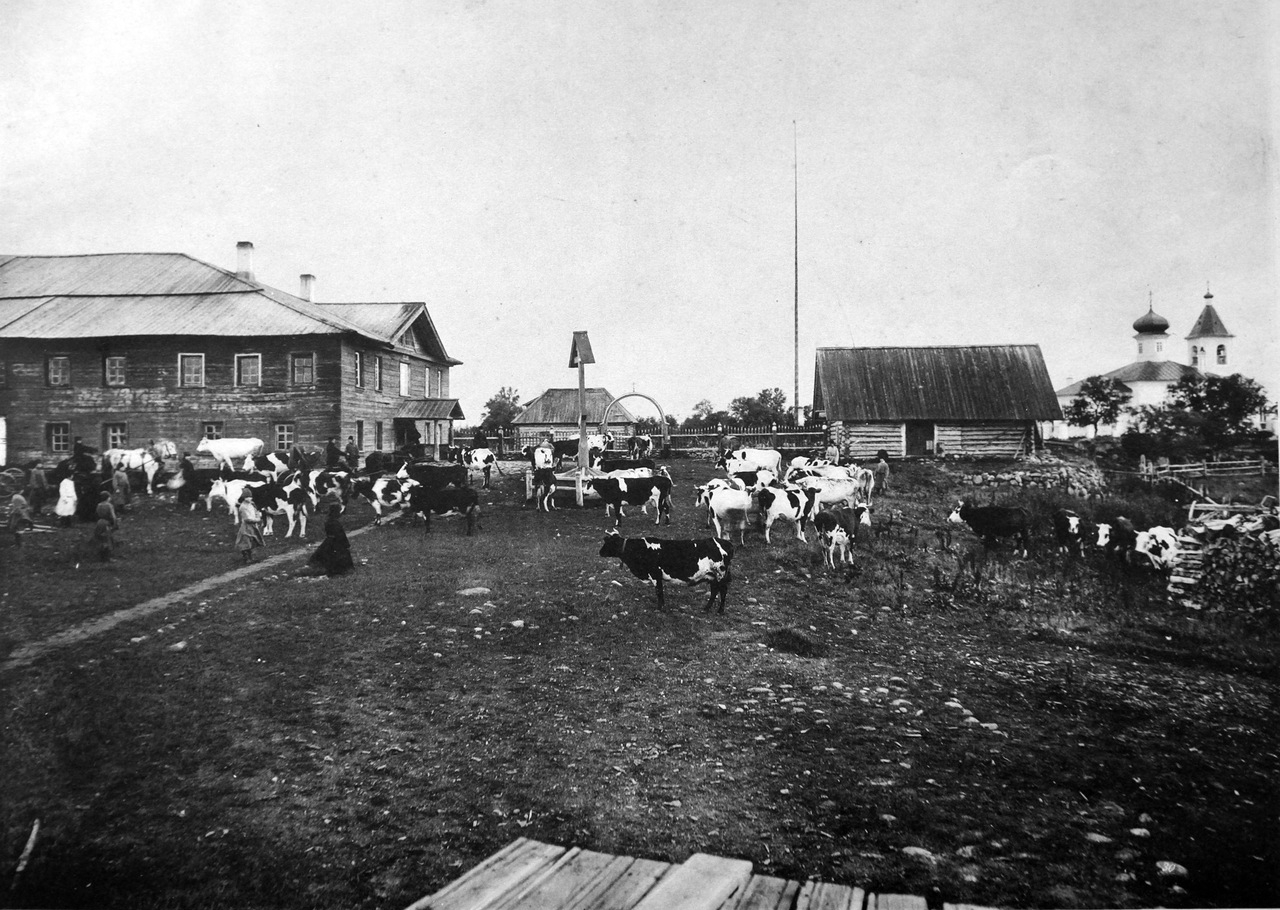
Poustevna sv. Sergeje roku 1900
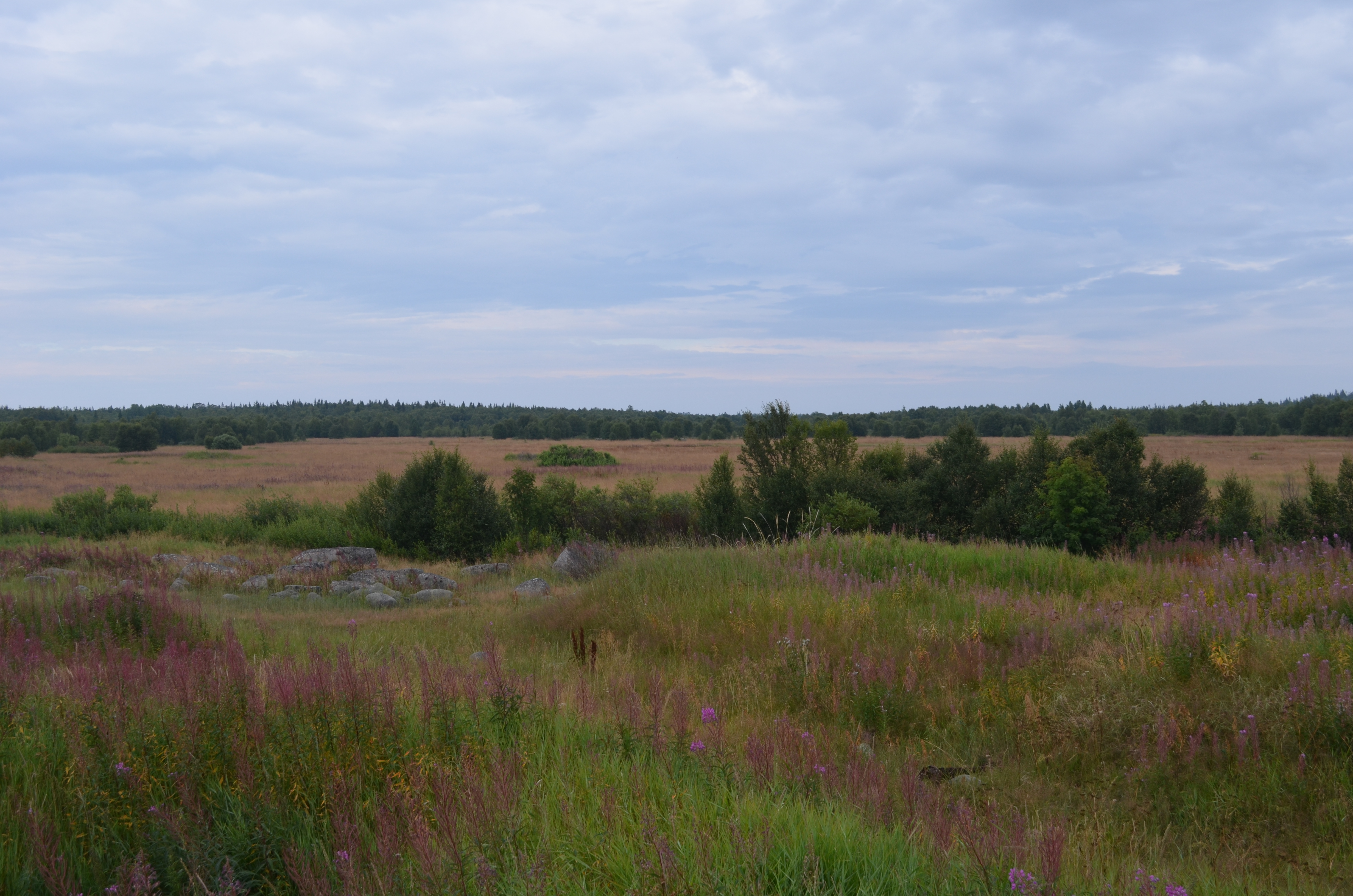
Někdejší pastviny
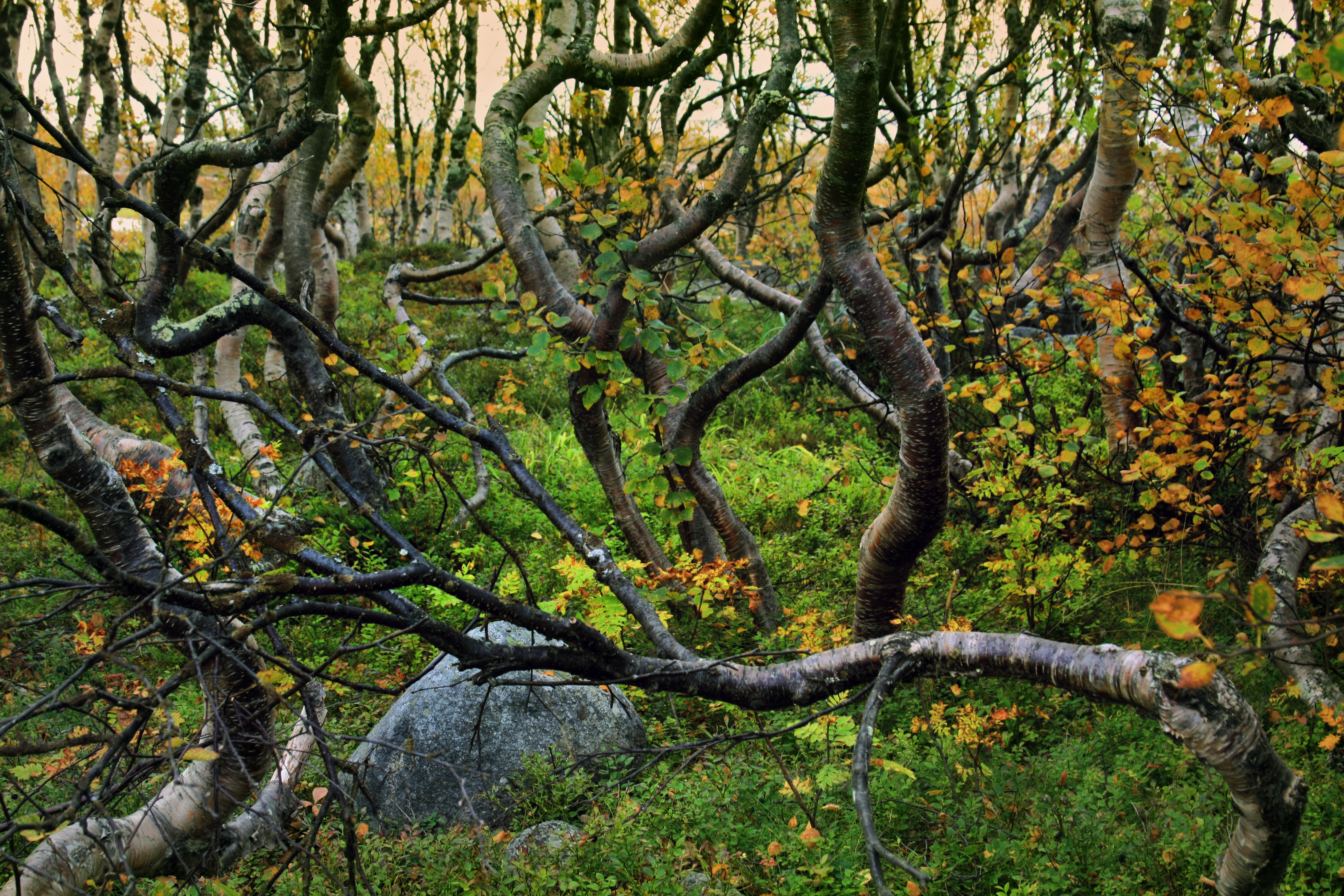
Březový porost
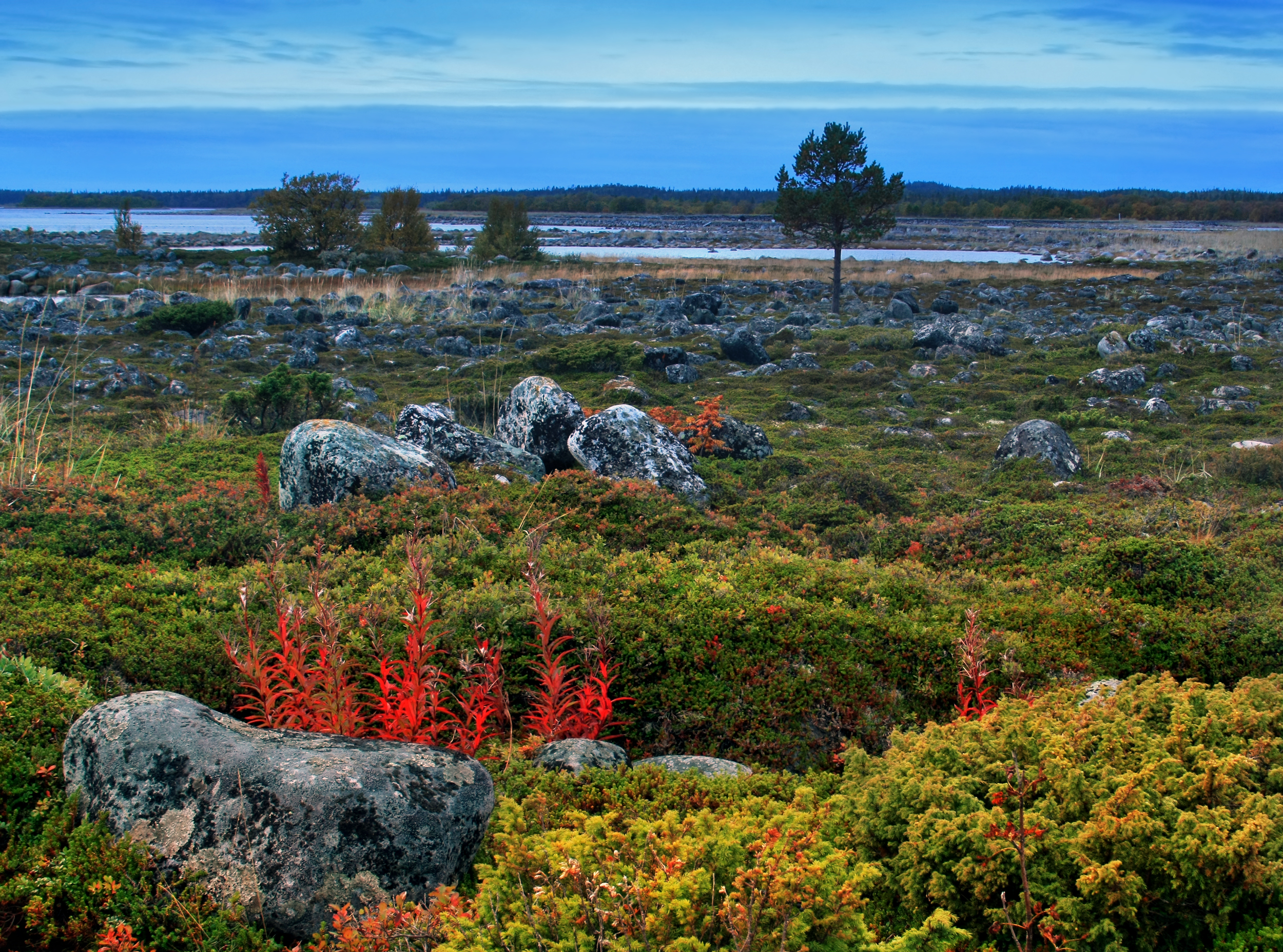
Pobřeží
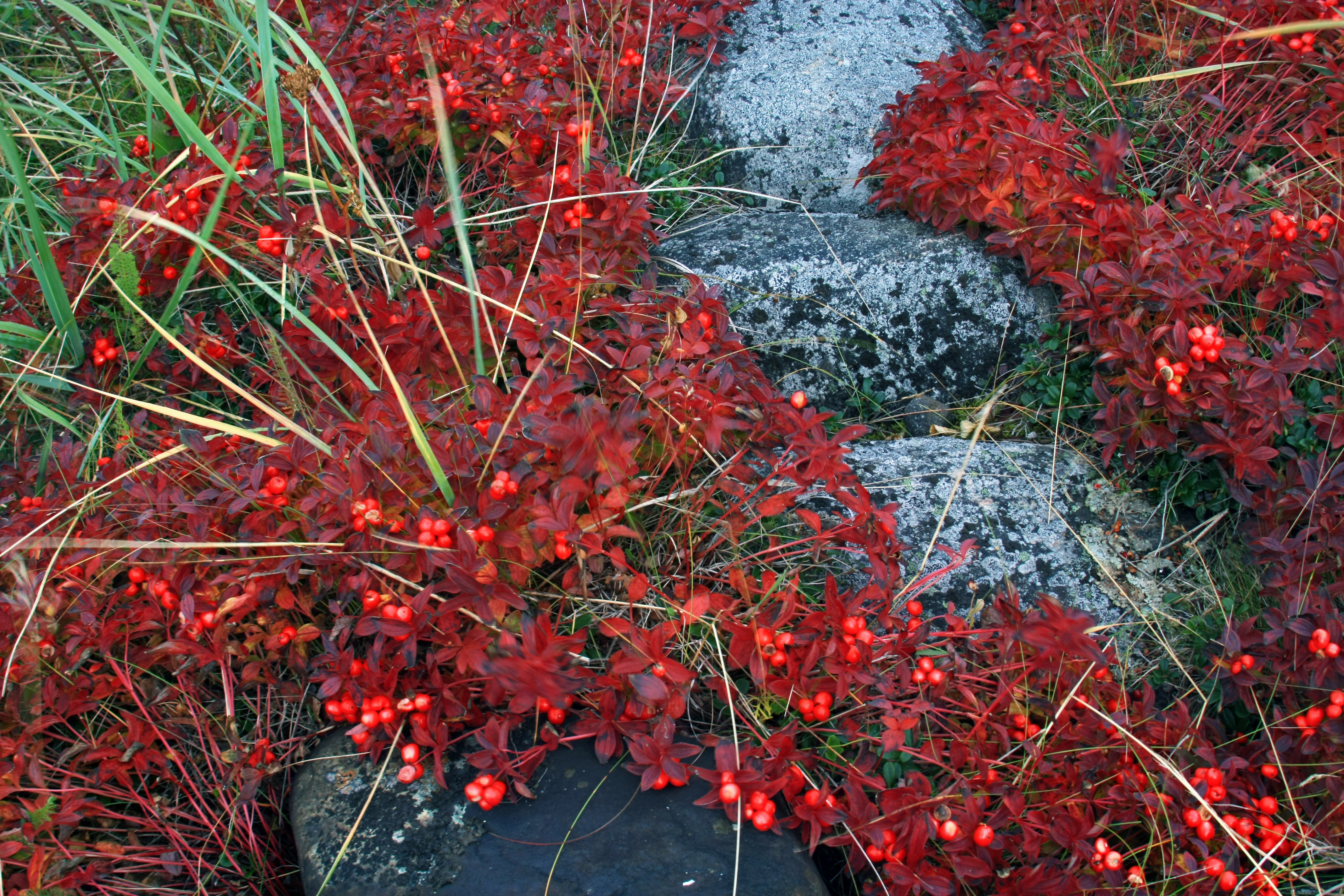
Dřín švédský
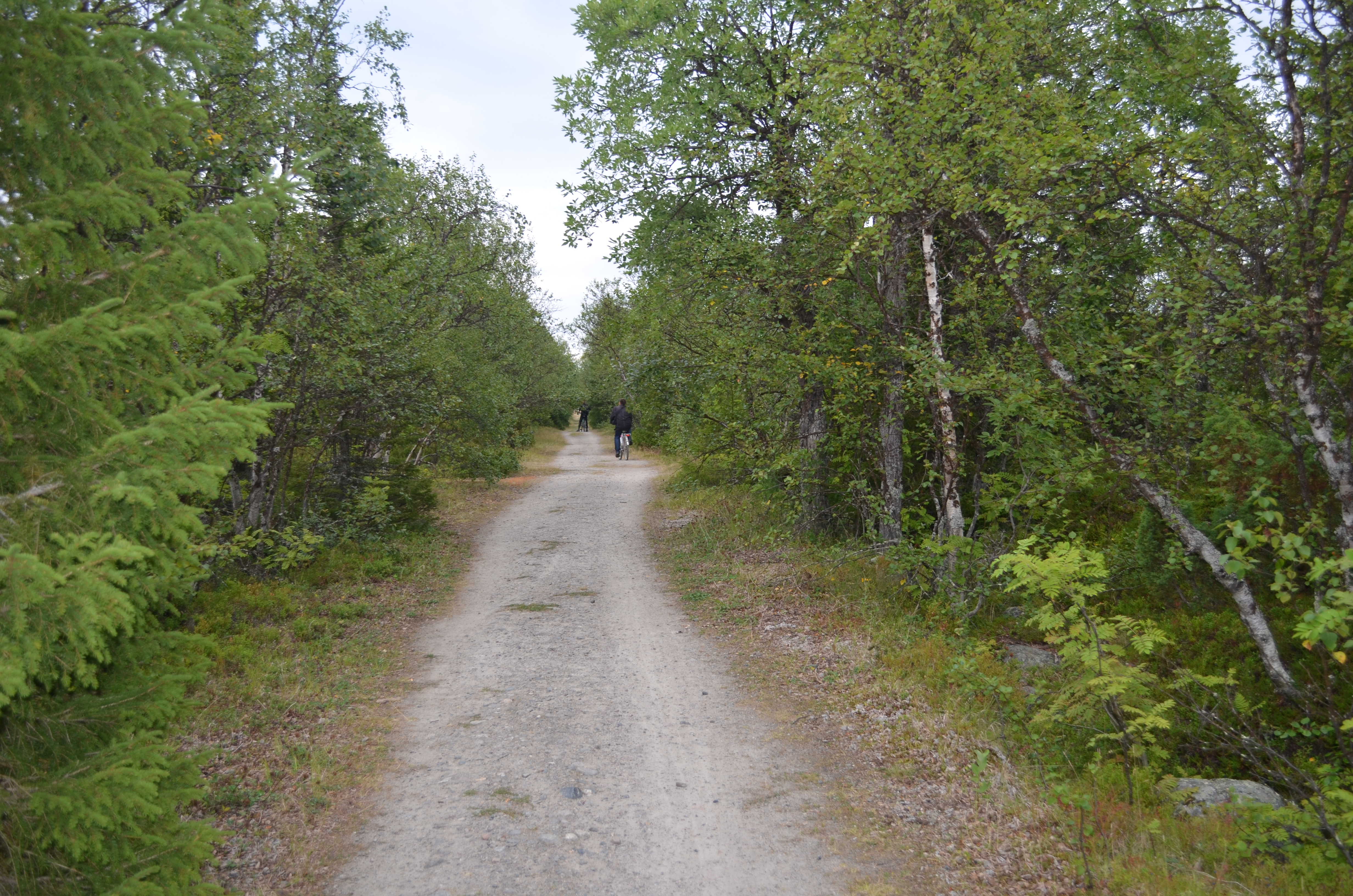
Cesta k poustevně sv. Sergeje
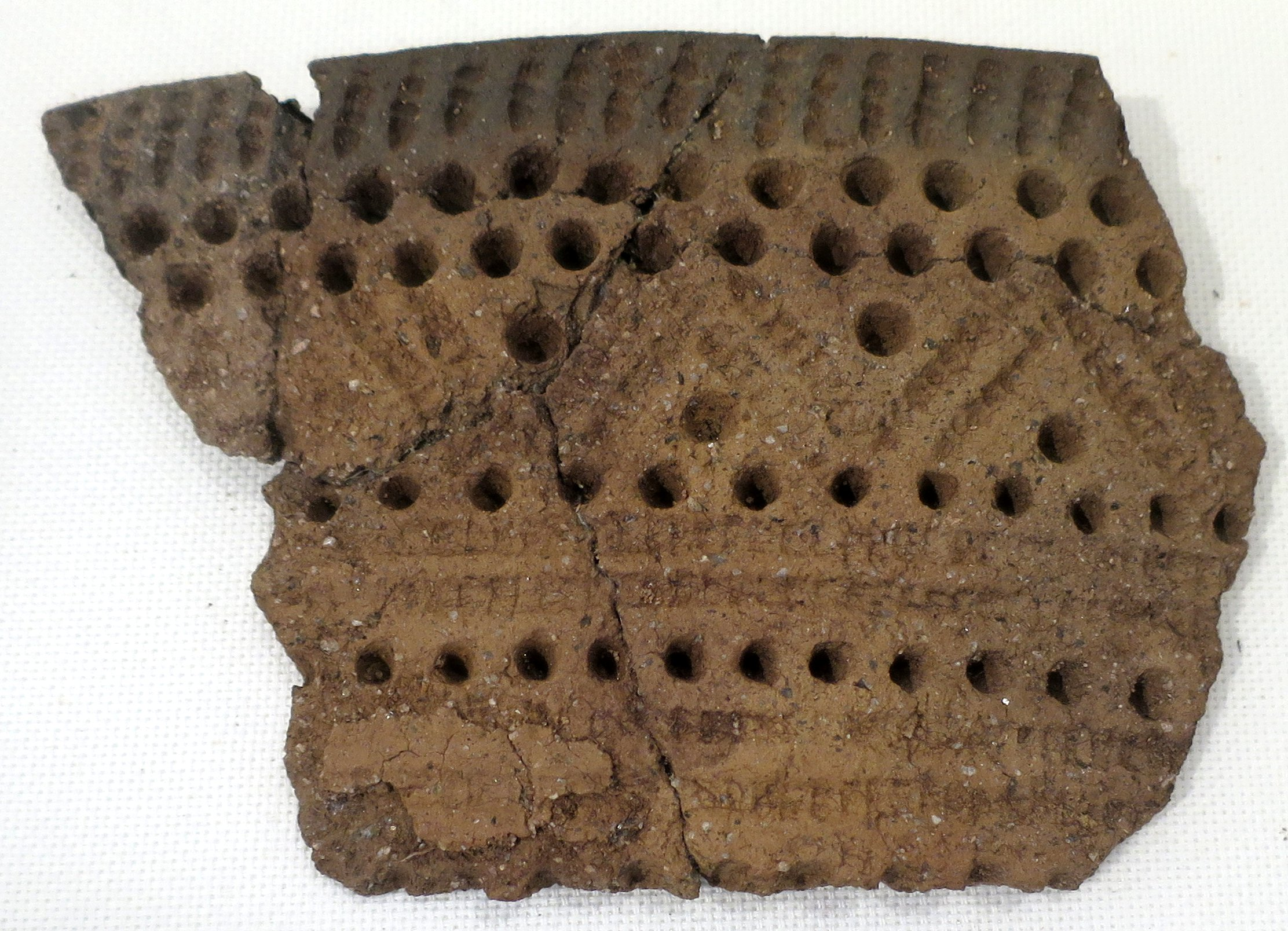
Fragment neolitické keramiky nalezené na ostrově
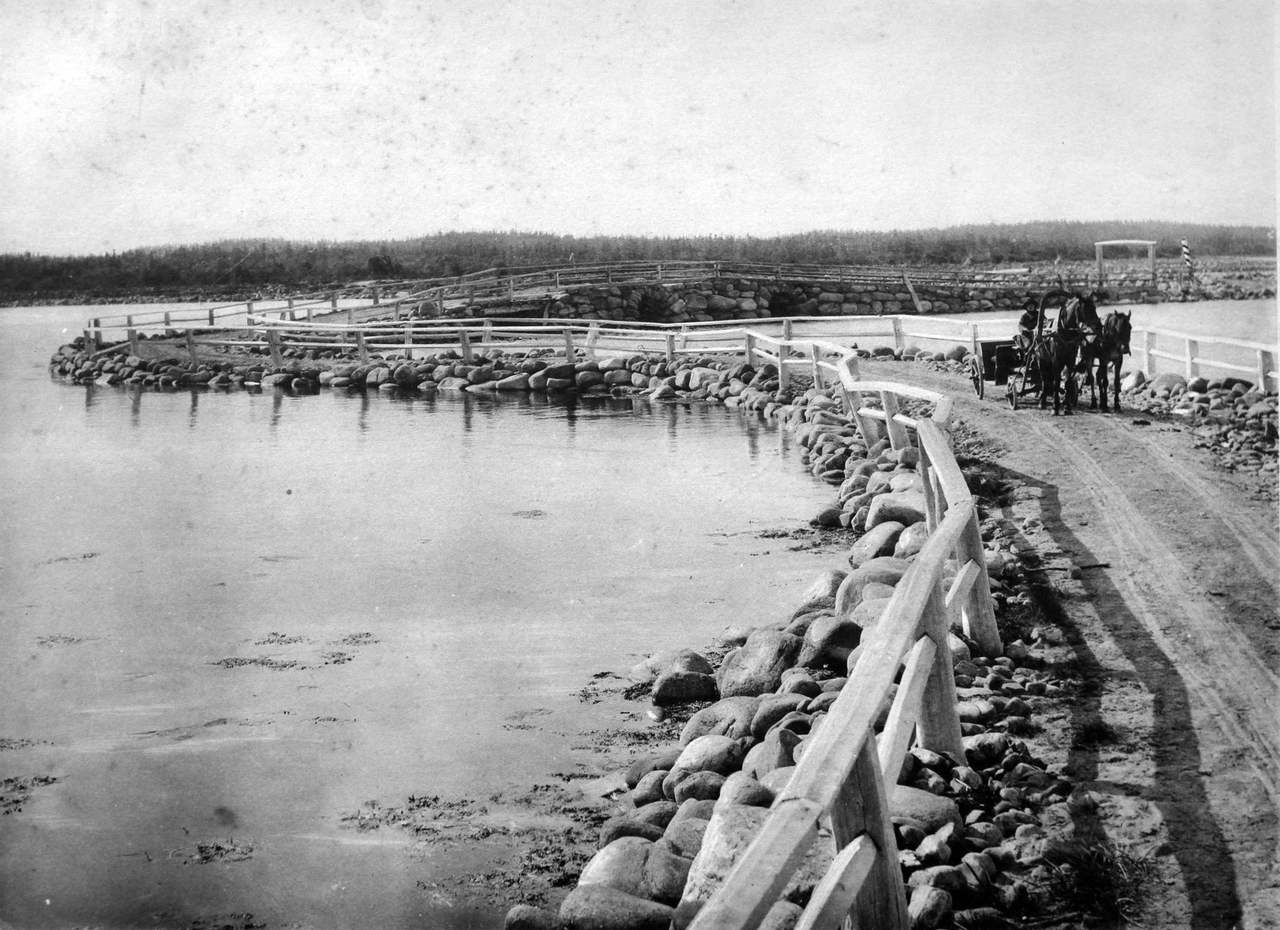
Velká hráz roku 1900
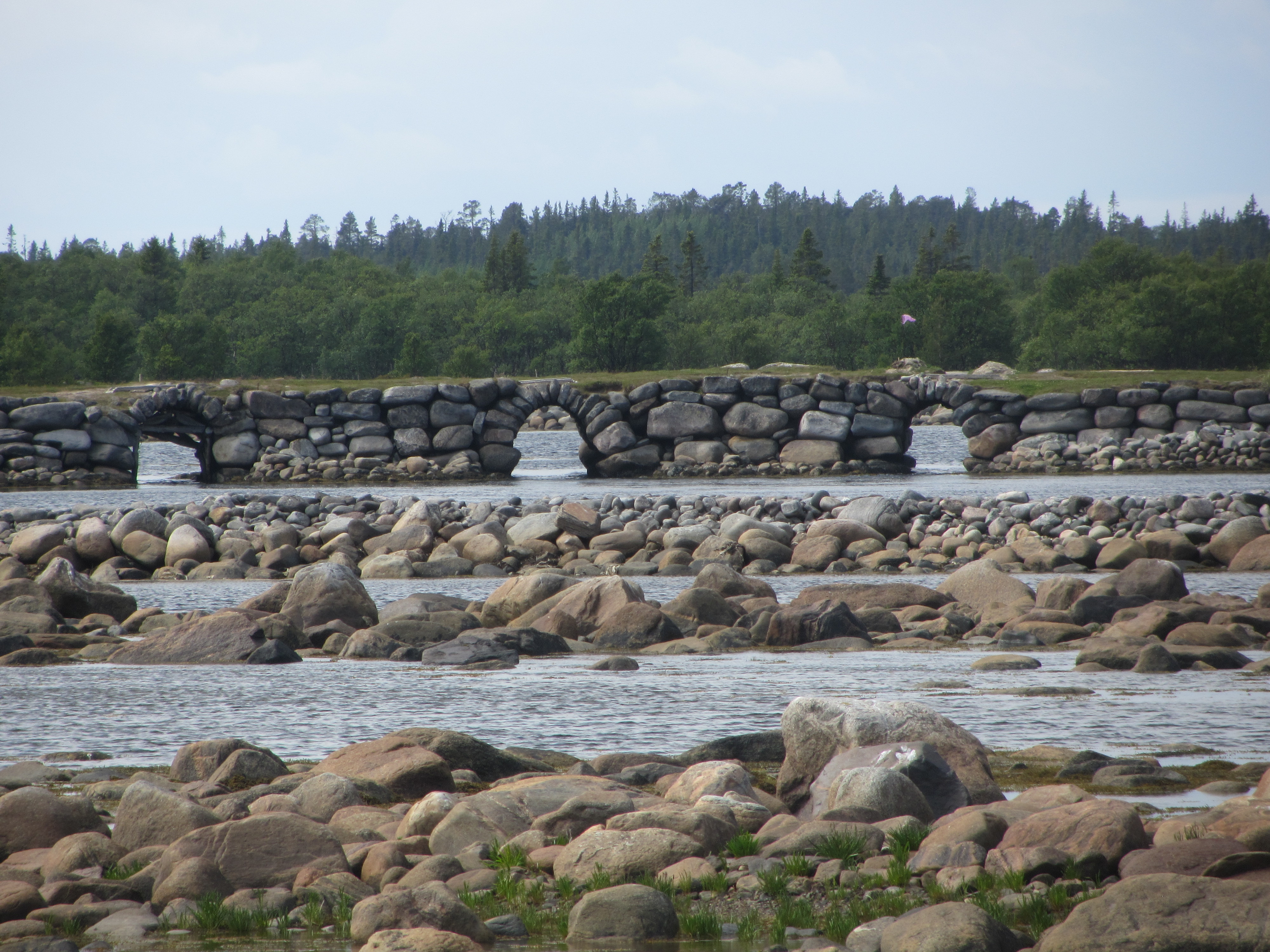
Velká hráz
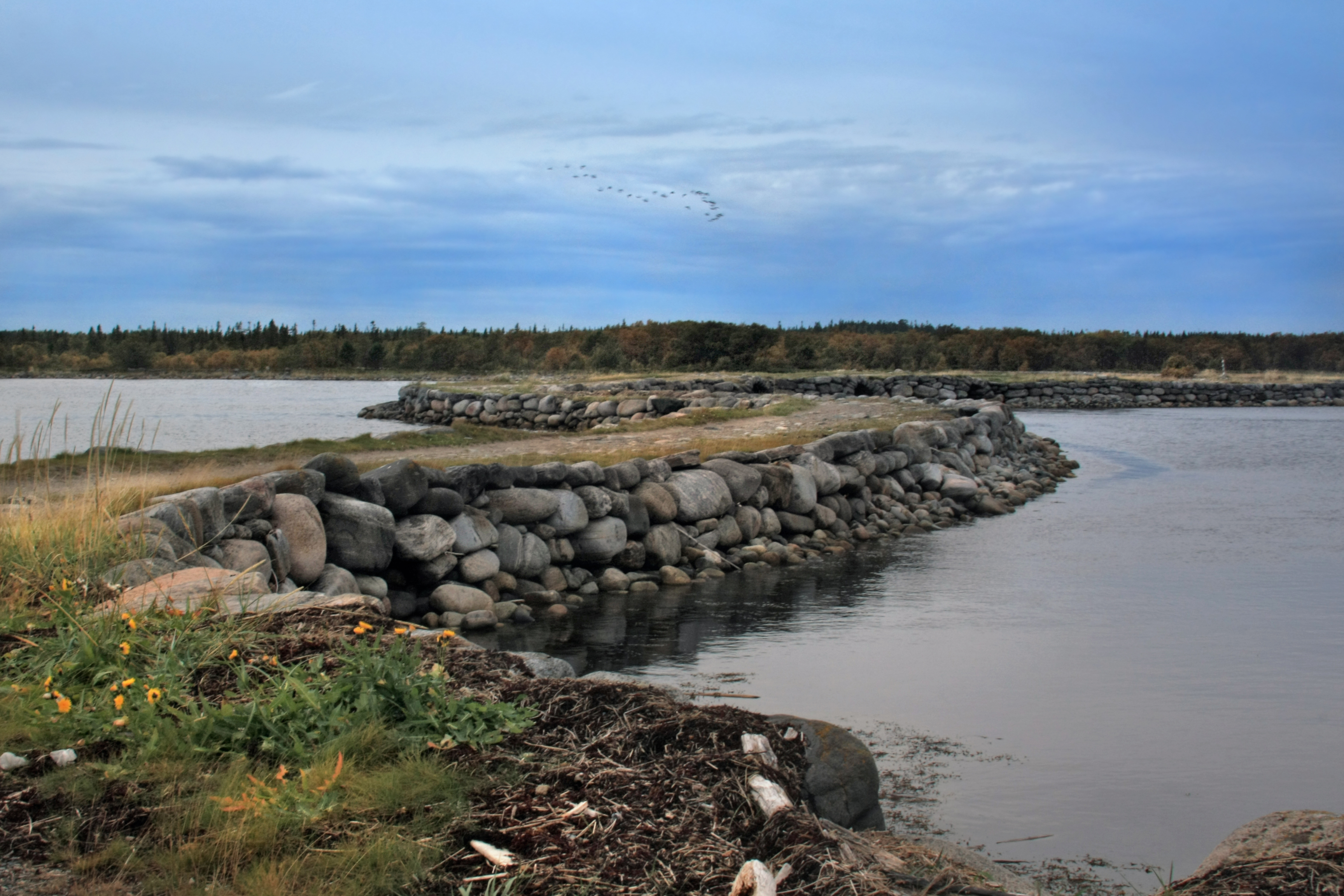
Velká hráz